# Metoda składowych symetrycznych
Metoda składowych symetrycznych (znana również jako Przekształcenie Fortescoue’a) – metoda analizy elektroenergetycznych układów trójfazowych za pomocą wektorów o zgodnej, odwrotnej i zerowej kolejności faz. Metoda składowych symetrycznych ułatwia, względem klasycznej metody, analizę układów w stanach awaryjnych (zwarcia międzyfazowe i doziemne, przerwy) oraz w analizie wirujących maszyn elektrycznych prądu sinusoidalnego w stanach ustalonych. Metodę można rozszerzyć do układów o większej liczbie faz.

## Idea metody 0, 1, 2
Idea metody składowych symetrycznych polega na tym, że stosując odpowiednie przekształcenie liniowe, zastępujemy układ trzech wektorów niesymetrycznych przez trzy równoważne układy symetryczne. W rezultacie niesymetryczne źródło zasilania zastępujemy trzema symetrycznymi źródłami i stosując zasadę superpozycji, dokonujemy obliczenia rozpływu prądów dla każdego układu symetrycznego napięć. Następnie nakładamy obliczone prądy wywołane działaniem każdego źródła niezależnie i otrzymujemy rozpływ wypadkowy. Rozkład układu niesymetrycznego może również dotyczyć prądów lub napięć na odbiorniku.
Niech dane trzy napięcia {\displaystyle {\underline {U}}_{L1},\ {\underline {U}}_{L2},\ {\underline {U}}_{L3}} tworzą układ niesymetryczny, to wektory składowych symetrycznych {\displaystyle {\underline {U}}_{0},\ {\underline {U}}_{1},\ {\underline {U}}_{2}} (odpowiednio zerowy, zgodny i przeciwny) wyznaczamy w następujący sposób:
{\displaystyle {\underline {U}}_{0}={\frac {1}{3}}({\underline {U}}_{L1}+{\underline {U}}_{L2}+{\underline {U}}_{L3}),}
{\displaystyle {\underline {U}}_{1}={\frac {1}{3}}({\underline {U}}_{L1}+a{\underline {U}}_{L2}+a^{2}{\underline {U}}_{L3}),}
{\displaystyle {\underline {U}}_{2}={\frac {1}{3}}({\underline {U}}_{L1}+a^{2}{\underline {U}}_{L2}+a{\underline {U}}_{L3}).}
Jeżeli natomiast chcemy wyznaczyć wektory napięć {\displaystyle {\underline {U}}_{L1},\ {\underline {U}}_{L2},\ {\underline {U}}_{L3}} (czyli układ niesymetryczny napięć), mając dane wektory napięć składowych symetrycznych {\displaystyle {\underline {U}}_{0},\ {\underline {U}}_{1},\ {\underline {U}}_{2}} wykorzystujemy następujące zależności:
{\displaystyle {\underline {U}}_{L1}={\underline {U}}_{0}+{\underline {U}}_{1}+{\underline {U}}_{2},}
{\displaystyle {\underline {U}}_{L2}={\underline {U}}_{0}+a^{2}{\underline {U}}_{1}+a{\underline {U}}_{2},}
{\displaystyle {\underline {U}}_{L3}={\underline {U}}_{0}+a{\underline {U}}_{1}+a^{2}{\underline {U}}_{2}.}
{\displaystyle a,a^{2}} – operatory kątowe obrotu, odpowiednio równe:
{\displaystyle a=e^{j{\frac {2\pi }{3}}}=-{\frac {1}{2}}+{\frac {\sqrt {3}}{2}}j,}
{\displaystyle a^{2}=e^{j{\frac {4\pi }{3}}}=-{\frac {1}{2}}-{\frac {\sqrt {3}}{2}}j.}
Wektory {\displaystyle {\underline {U}}_{0},} {\displaystyle {\underline {U}}_{1},} {\displaystyle {\underline {U}}_{2}} nazywane są składowymi symetrycznymi odpowiednio zerową, zgodną i przeciwną.

## Własności
W przypadku ogólnym rozważa się układy niesymetryczne w których występują wszystkie 3 składowe symetryczne. Istnieją jednak układy prądów i napięć niesymetrycznych, w których nie wszystkie składowe mogą występować. Gdy suma trzech wektorów układu niesymetrycznego prądów lub napięć równa jest zeru, to taki układ nie może zawierać składowych zerowych. Warunek ten spełniają prądy u układach trójprzewodowych oraz napięcia międzyfazowe w układach trój- i czteroprzewodowych.
- W układzie trójfazowym trójprzewodowym składowa zerowa prądów przewodowych jest równa zero;
- w układzie trójfazowym czteroprzewodowym prąd w przewodzie neutralnym jest równy potrójnej wartości składowej symetrycznej zerowej {\displaystyle {\underline {I}}_{N}=3{\underline {I}}_{0};}
- w układzie trójfazowym zarówno trójprzewodowym, jak i czteroprzewodowym, składowa zerowa napięć międzyprzewodowych jest równa zeru, gdyż suma napięć międzyprzewodowych jest zawsze równa zeru. Mimo braku składowych zerowych w napięciach międzyfazowych mogą one wystąpić w napięciach fazowych zarówno źródła, jak i odbiornika.
- składowa zerowa napięć fazowych w obwodzie trójfazowym symetrycznym jest równa zeru;
- składowa zerowa napięć fazowych odbiornika niesymetrycznego o układzie gwiazdowym wyraża się wektorem łączącym początek układu napięć fazowych {\displaystyle N} ze środkiem ciężkości {\displaystyle N'} trójkąta napięć międzyfazowych;
- napięcia fazowe różnych odbiorników trójfazowych, trójprzewodowych, połączonych w gwiazdę, mogą się różnić składowymi zerowymi. Ich składowe zgodne i przeciwne są sobie równe oraz są równe odpowiednim składowym napięć zasilających;
- jeżeli układ zasilający nie zawiera składowych przeciwnych napięć międzyfazowych, to składowe te nie występują również w napięciach fazowych ani źródła ani odbiornika, bez względu na jego symetrię;
- prądy w odbiorniku trójfazowym niesymetrycznym o układzie gwiazdowym bez przewodu neutralnego zawierają przy zasilaniu symetrycznymi napięciami międzyfazowymi składowe zgodne i przeciwne;
- w uzwojeniach źródła lub odbiornika połączonego w trójkąt, może krążyć składowa zerowa prądów fazowych, ale nie może wyjść poza trójkąt;
- ponieważ w maszynach elektrycznych trójfazowy układ zgodny prądów wywołuje pole wirujące zgodnie z kierunkiem prędkości obrotowej, a układ przeciwny prądów wywołuje pole wirujące przeciwnie do kierunku prędkości obrotowej, zatem duża niesymetria w układzie trójfazowym może spowodować zmianę kierunku wirowania maszyn (przy przewadze składowej przeciwnej)
- występowanie składowej przeciwnej jest dla pracy maszyn elektrycznych niekorzystne, gdyż pole magnetyczne wirujące przeciwnie do kierunku wirowania maszyny indukuje prądy o podwójnej częstotliwości;
- przy przepływie przez linię elektroenergetyczną składowych zerowych, powstaje w otoczeniu linii pole magnetyczne, które może wywierać niekorzystny wpływ na przebiegające obok inne linie, np. linie telekomunikacyjne.